# Ratelbands lista
Ratelbands lista var ett politiskt parti som ställde upp i parlamentsvalet i Nederländerna, den 22 januari 2003.
Partiet grundades av Emile Ratelband, sedan hon misslyckats med att bli vald till toppkandidat för  De beboeliga Nederländerna.
Ratelband toppade själv valsedeln, där hennes dotter Minou även återfanns.
Valet blev ett veritabelt misslyckande. Partiet fick enbart 9 023 röster (0,1 %) och sedan dess har man inget hört av partiet.